# Ronda Sur de Cáceres
La Ronda Sur o  EX-C2  (denominada en proyecto como  Ronda Sur-Este ) es una carretera de circunvalación urbana que comunica la  N-521  (Carretera Trujillo-Valencia de Alcántara) con el este del núcleo urbano de Cáceres, conectando con la  N-630  (Carretera Ruta de la Plata) y la  N-523  (Carretera de Cáceres a Badajoz, antigua  EX-100 ), así como con múltiples urbanizaciones de la ciudad, conectándolas entre ellas y con el centro de la ciudad. 
Su principal función es de vía de circunvalación para acceder al centro de la ciudad, al igual que sucede con la  Ronda Norte 
El cordón de circunvalación de la ciudad de Cáceres está formado por la  Ronda Norte , la propia  Ronda Sur-Este  ( EX-C2 ) y la variante de la  N-630  (antes denominada  CC-11 ), al oeste de la ciudad.

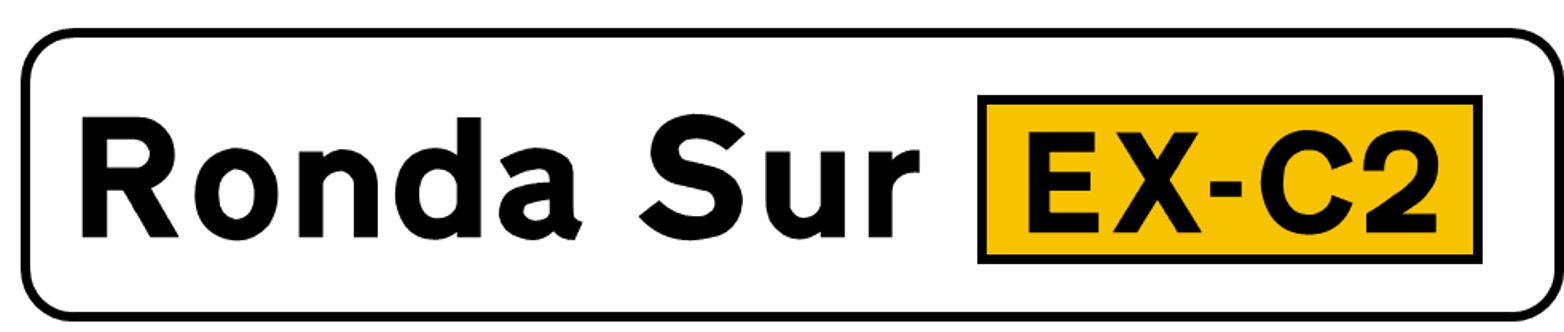
Señalización AIMPE de la Ronda Sur de Cáceres, en todas las glorietas de la vía.

## Tramos
| Denominación | Tramo                                    | km  | Año servicio / Estado (2025)                   |
| ------------ | ---------------------------------------- | --- | ---------------------------------------------- |
| EX-C2        | N-521 Avenida de la Universidad - EX-206 | 3,8 | 2021                                           |
|              | EX-206 - N-523 Glorieta de San Fernando  | 3   | En obras (apertura retrasada a verano de 2026) |

## Conexiones y salidas de la Ronda Sur
Estas son las salidas y conexiones planificadas, aunque puede variar en el futuro:
| Elemento | Esquema | Salida                            | Sentido Trujillo (hacia abajo)                                                                                                   | Sentido Badajoz (hacia arriba) | Carreteras que enlaza                                                                               |
| -------- | ------- | --------------------------------- | --- | ------------------------------ | --------------------------------------------------------------------------------------------------- |
|          |         | Rotonda N-523                     | |                                | A-66 E-803 N-523 Avenida de la Constitución                                                         |
|          |         | Rotonda Urb. La Cañada            | |                                | C/ Llanos de Cáceres                                                                                |
|          |         | Rotonda del Ferial                | |                                | N-630 Av. Juan Pablo II                                                                             |
|          |         | Rotonda Casa Plata                | |                                | |
|          |         | Urbanización                      | |                                | |
|          |         | Rotonda EX-206                    | |                                | EX-206 Av. de Cervantes                                                                             |
|          |         | Rotonda Vistahermosa              | |                                | Av. de Cervantes Av. de Dulcinea C/ Juan Sebastian Bach                                             |
|          |         | Rotonda Ribera del Marco          | |                                | Av. de la Hispanidad Ronda de San Francisco C/ La Bula                                              |
|          |         | Rotonda San Marquino-La Montaña   | |                                | Carretera de la Montaña C/ Fuente Concejo                                                           |
|          |         | Rotonda Residencial Universidad   | |                                | C/ José Antonio Fernández Ordóñez Ronda Puente Vadillo (vía Camino de Cáceres a Sierra de Fuentes ) |
|          |         | Rotonda Avenida de la Universidad | Ronda Norte Cáceres Norte Avenida de la Universidad Guardia Civil I.E.S Universidad Laboral Campus Universitario Trujillo Madrid |                                | Ronda Norte A-58 N-521 Avenida de la Universidad                                                    |